# Saribia perroti
Saribia perroti is een vlindersoort uit de familie van de prachtvlinders (Riodinidae), onderfamilie Nemeobiinae.
Saribia perroti werd in 1932 beschreven door Riley.